# Wanda Badwal
Wanda Badwal (* 22. Januar 1985 in Hamburg) ist eine deutsche Yoga- und Meditationslehrerin, zweifache Spiegel-Bestseller-Autorin, Podcasterin sowie ehemalige Musicaldarstellerin, Schauspielerin und Fotomodell.

## Biografie
Nach dem Abitur besuchte sie die Schauspielschule Stage School in Hamburg. Sie arbeitete bereits vor ihrer Teilnahme an Germany’s Next Topmodel als Model, unter anderem für Rexona, AOK first Beauty und Schwarzkopf. Außerdem hatte sie Theaterauftritte in London, Rom und Hannover.
Im Jahr 2008 nahm sie an der dritten Staffel von Germany’s Next Topmodel teil, bei der sie zusammen mit Carolin Ruppert den vierten Platz belegte. Im Rahmen der Show erhielt sie unter anderem Jobs für Castro Mode in Tel Aviv sowie McDonald’s. Nach Germany’s Next Topmodel war Badwal in diversen weiteren Werbekampagnen zu sehen (zum Beispiel Granini oder Nokia).
Es folgten Fernsehauftritte bei Anna und die Liebe und Tabaluga tivi. Ab Dezember 2008 spielte Badwal die Hauptrolle im Musical Drei Haselnüsse für Aschenbrödel, das am Schillertheater Berlin uraufgeführt wurde. Danach trat sie in verschiedenen weiteren TV- und Filmproduktionen auf, wie den ZDF-Krimiserien Ein Fall für Zwei und Flemming, der RTL-Serie Countdown – Die Jagd beginnt und der Sat.1-Serie Danni Lowinski.
2021 brachte sie ihr erstes Kind, einen Sohn, zur Welt.

## Podcast
Seit 2019 ist Badwal Gastgeberin des Podcasts Yoga Beyond the Asana. Dieser bewegt Themen rund um Yoga, Spiritualität und Persönliche Weiterentwicklung. Gäste waren bisher u. a. Veit Lindau, Stefanie Stahl, Rachel Brathen und Sam Garrett.

## Veröffentlichungen
- Yoga : Die 108 wichtigsten Übungen und ihre ganzheitliche Wirkung Knaur Balance, München 2019, ISBN 978-3-426-67581-6
- Chakra-Yoga : Die wichtigsten Übungen zu den 7 Chakren für mehr Klarheit, Energie und Heilung Knaur Balance, München 2021, ISBN 978-3-426-67603-5

## Filmografie

### Fernsehen
- 2008: Anna und die Liebe (Gastrolle)
- 2008: Germany’s Next Topmodel (4. Platz)
- 2009: Crashpoint – 90 Minuten bis zum Absturz[7]
- 2009: Der kleine Muck
- 2010: Ein Fall für Zwei
- 2010: Countdown – Die Jagd beginnt
- 2010: Flemming, Folge „Im Krieg und in der Liebe“
- 2011: Danni Lowinski

### Kino
- 2009: Same Same But Different[8]
- 2010: Lift me up
- 2010: Geschwisterherzen

### Musikvideos
- 2011: Glasperlenspiel – Echt

### Musical
- Gloria, 2009, Stahlpalast
- Drei Haselnüsse für Aschenbrödel, 2008, Schillertheater (Musicalversion des Märchenfilms Drei Haselnüsse für Aschenbrödel)